# Takeshi Tsujimura
Pour les articles homonymes, voir Tsujimura.
Pas d'image ? Cliquez ici
Takeshi Tsujimura (辻村 猛, Tsujimura Takeshi) né le 4 juillet à Osaka, est un ancien pilote de Grand Prix moto japonais.
Tsujimura a commencé sa carrière de Grand Prix moto en 1993 avec Yamaha. Il réalisa sa meilleure saison en 1994 en remportant quatre courses et en finissant troisième derrière Kazuto Sakata et Noboru Ueda dans le championnat du Monde des 125 cm3.
En 2006, il fit équipe avec Shinichi Itoh pour remporter les 8 Heures de Suzuka.

## Palmarès
- Victoires en 125 cm3
  - Grand prix d'Autriche en 1993
  - Grand prix des États-Unis en 1994
  - Grand prix de Grande-Bretagne en 1994
  - Grand prix du Japon en 1994